# Dalaba
Dalaba est une ville de Guinée, située dans le massif montagneux du Fouta-Djalon à environ 363 kilomètres de la capitale Conakry. C'est le chef-lieu de préfecture homonyme, dans la région de Mamou. Elle est aussi appelée Suisse de l'Afrique de l'ouest.

## Géographie

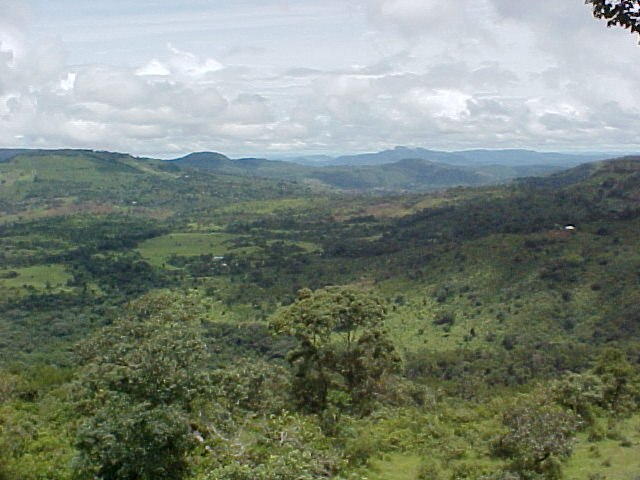
Paysage du Fouta-Djalon, vu depuis Dalaba.

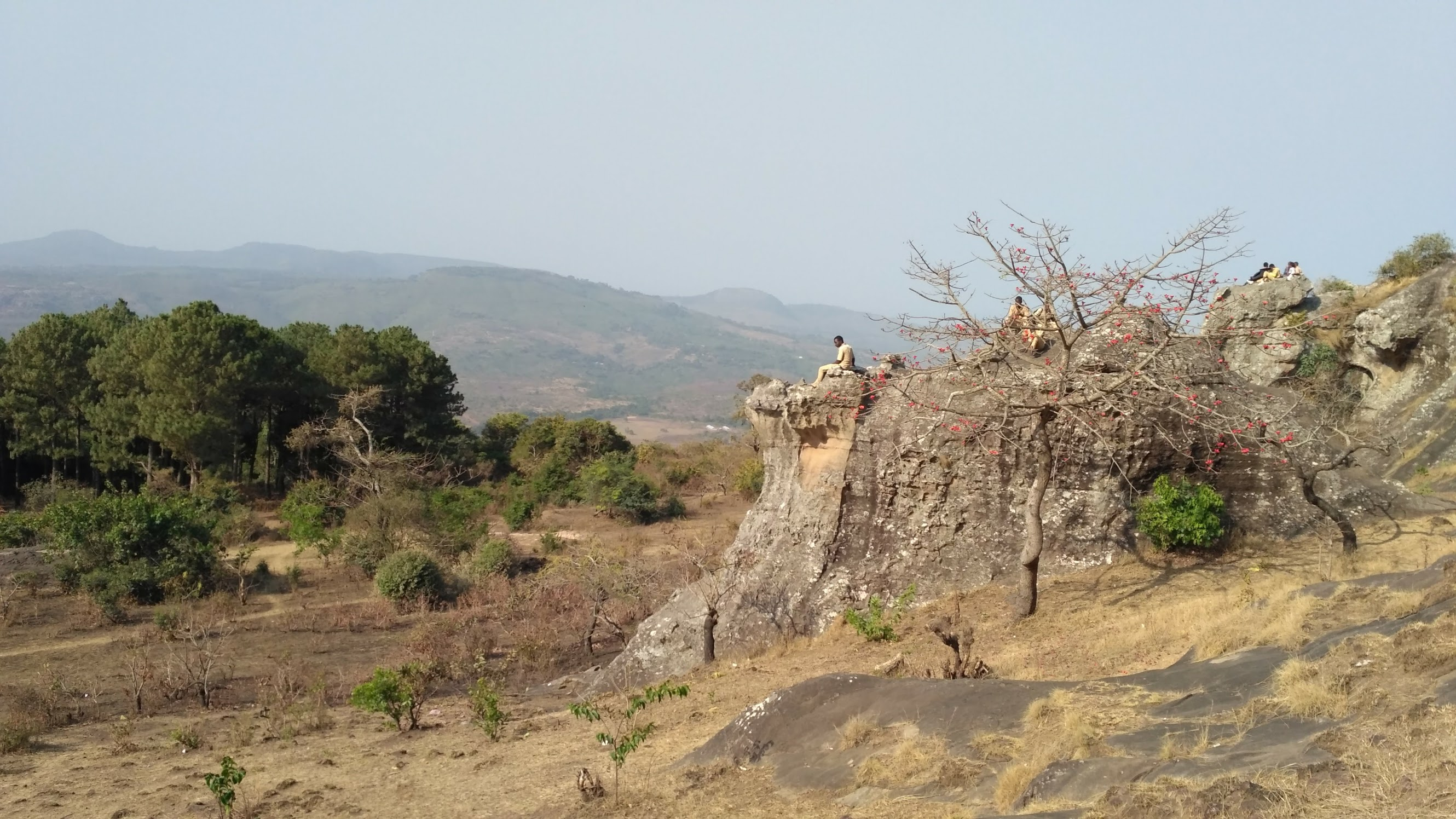
Escarpement rocheux à Dalaba.

### Relief
La localité se trouve sur les hauts-plateaux du Fouta Djallon, à une altitude de 1 276 m. Son paysage est celui de collines verdoyantes adossées au mont Tinka. Le plateau de Dalaba se termine par un escarpement rocheux qui domine la haute plaine de la Téné.

### Climat
Du fait de son altitude, Dalaba jouit d'un climat privilégié qui lui a permis d'accueillir la station climatique de l'AOF au début des années 1930, très appréciée des Européens à l'ère coloniale. C'est un climat de savane de type Aw selon la classification de Köppen, avec une température annuelle moyenne de 29,3 °C et des précipitations d'environ 926,2 mm par an, beaucoup plus abondantes en été qu'en hiver.

### Population
En 1953, Dalaba, alors chef-lieu du cercle du même nom, comptait 5 400 habitants.
En 2016, la sous-préfecture de Dalaba comptait 142 880 personnes, dont 25 841 pour Dalaba Centre.
La langue dominante est le pular, mais, avec Mamou et Dabola, Dalaba est aussi l'une des trois villes principales où l'on parle le kakabé, une langue mandée fortement influencée par le pular.

## Histoire
À l'époque du Fouta Djallon théocratique, Dalaba fait partie du diiwal (province) de Fougoumba. D'après la tradition orale, la ville doit son prestige à la présence de plusieurs générations de grands lettrés islamiques.
À l'ère coloniale, avec l'instauration de l'Afrique-Occidentale française (AOF) en 1895, de nouvelles divisions administratives apparaissent, telles que les cercles. Dalaba fait d'abord partie du cercle de Ditinn, puis de celui de Mamou, avant de devenir un cercle à part entière en 1949.
Plusieurs remaniements administratifs interviennent après l'indépendance proclamée en 1958. En 2004 la Guinée est divisée en 34 préfectures et 333 sous-préfectures. Dalaba devient le chef-lieu de la préfecture du même nom.

## Création d'un jardin botanique

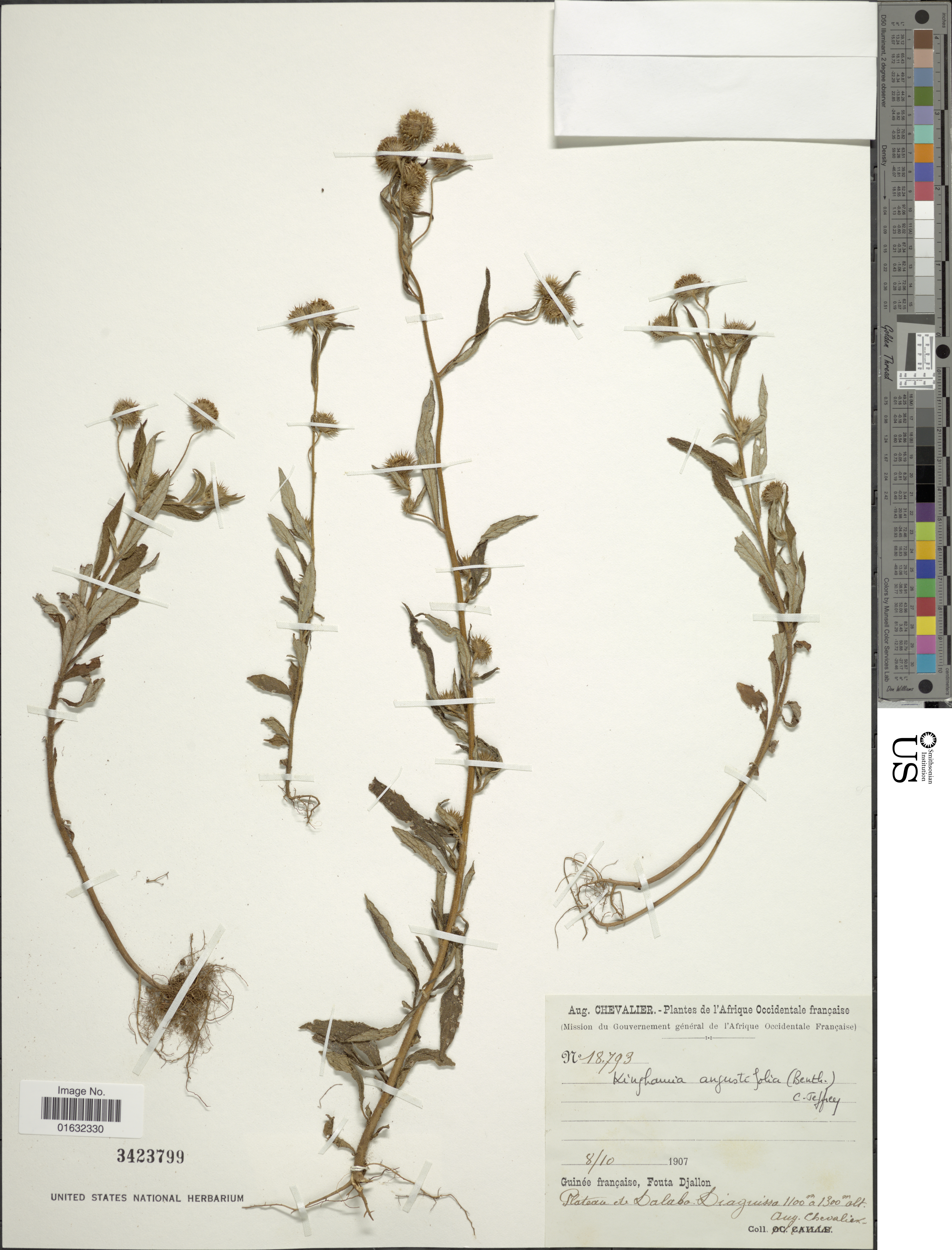
Kinghamia angustifolia récolté par Auguste Chevalier le 8 octobre 1907 sur le plateau de Dalaba.

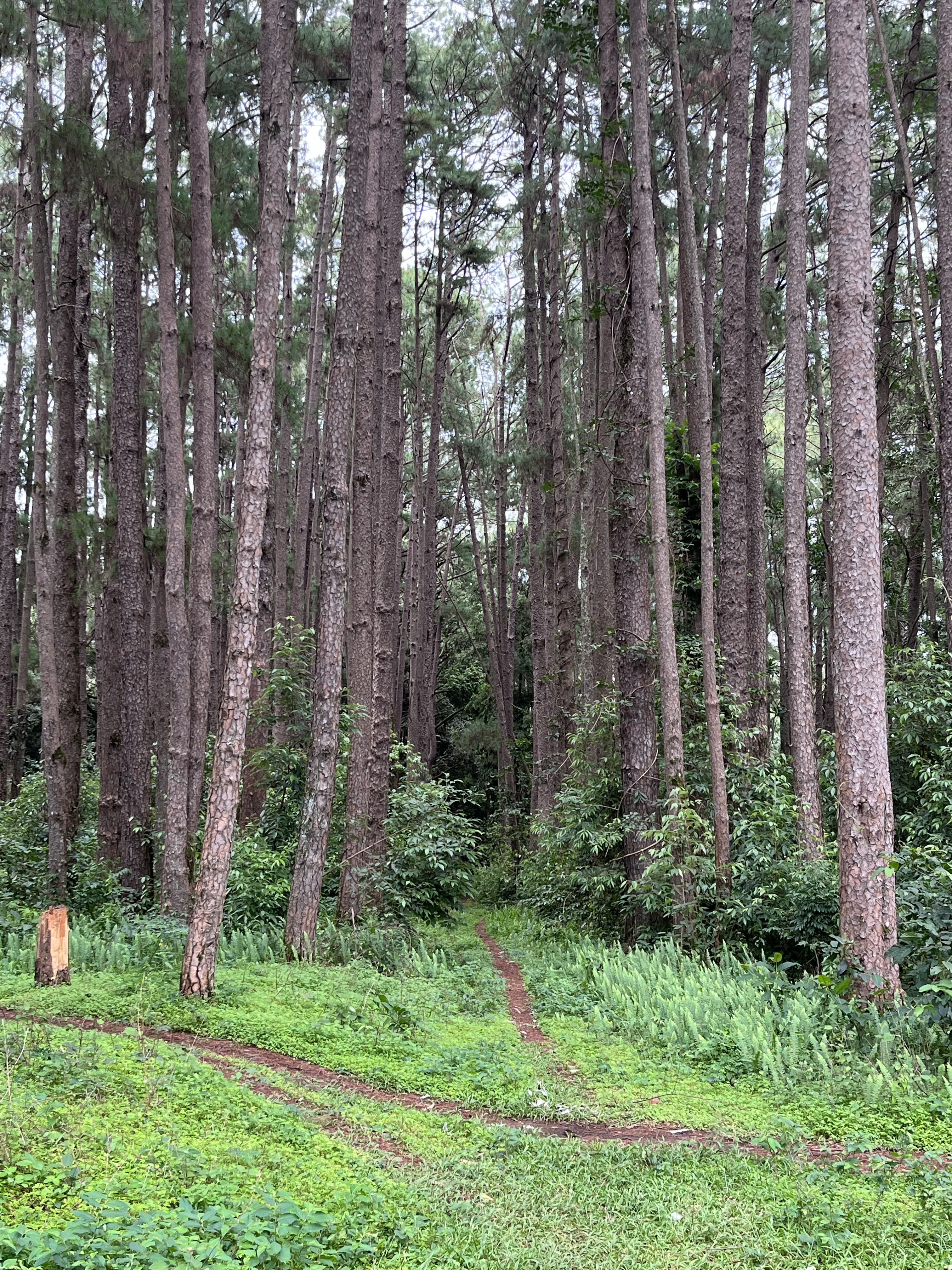
Vue du jardin en 2022.

En 1904, Ernest Roume, gouverneur général de l'AOF, charge le botaniste français Auguste Chevalier de rechercher dans la colonie un emplacement propice à l'installation d'un jardin botanique où l'on pourrait mener des essais de culture et d'acclimatation de plantes en provenance d'autres pays. Après un temps de prospection, le choix du scientifique se porte sur Dalaba. Un jardin y est aménagé en 1906 et obtient quelques moyens en 1912, en tant que Laboratoire d'agronomie coloniale rattaché au Muséum. Chevalier envoie graines et plantes rapportés lors de ses voyages dans le monde et des pépinières se développent. Mais la guerre qui éclate en 1914 interrompt ces travaux et Chevalier ne retourne à Dalaba qu'en 1931 où il trouve le jardin à l'abandon. Ces expérimentations lui ont néanmoins permis de faire d'intéressantes observations portant notamment sur les caféiers (Coffea arabica et Coffea excelsa), les pins (Pinus khasya), les eucalyptus ou  les Lauracées.
En 1958, le jardin est rebaptisé « Jardin Barry Gassimou », à la mémoire d'un martyr de la Révolution, mais reprend son nom d'origine dans les années 1980. Il est maintenant préservé par l'État.

## Tourisme

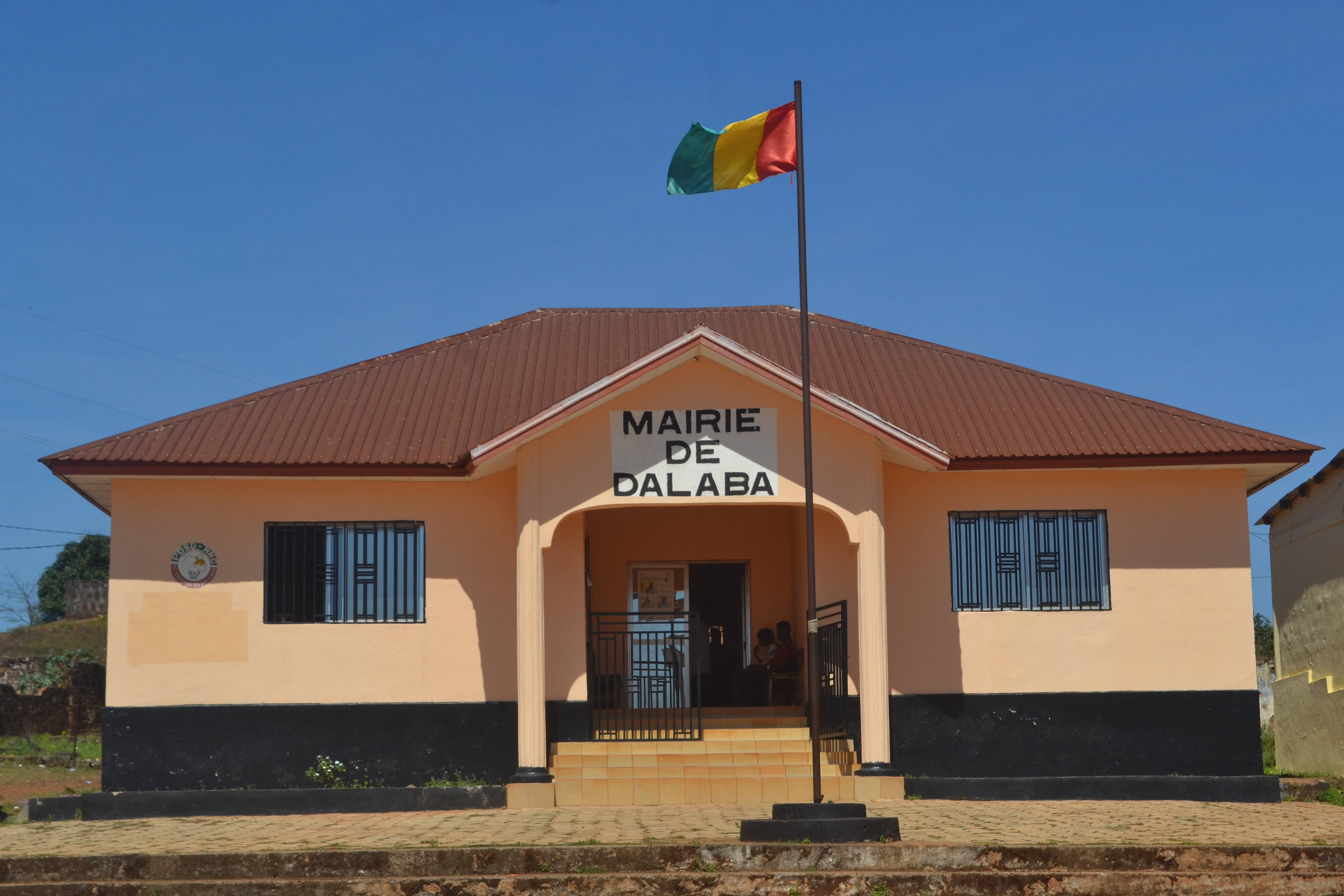
Mairie de Dalaba.

Du fait du micro-climat agréable, presque tempéré, de Dalaba, le tourisme s'y appuie d'abord sur la station climatique inaugurée en 1936 par le gouverneur Blacher. Les fonctionnaires français et leurs familles viennent s'y reposer ou s'y soigner, puis des Européens non-Français affluent également, ce qui contraint les autorités à restreindre l'accueil à quelques colonies de l'AOF (Sénégal, Soudan,  Mauritanie, Guinée). Ils sont généralement hébergés à l'« hôtel des Chargeurs réunis », ainsi nommé car la société coloniale de transport maritime Chargeurs réunis était associée à sa gestion. L'établissement accueillait d'abord les marins pendant qu'on chargeait leur bateau, sur plusieurs jours. Devenu hôtel de luxe, avec restaurant et piscine, il a pris le nom d'« Hôtel du Fouta » après l'indépendance, puis celui de « Hôtel SIB ». De son côté l'« État Conval » (établissement des convalescents), créé par le régime colonial, accueillait les malades ou les blessés de l'AOF qui ne pouvaient être rapatriés immédiatement.

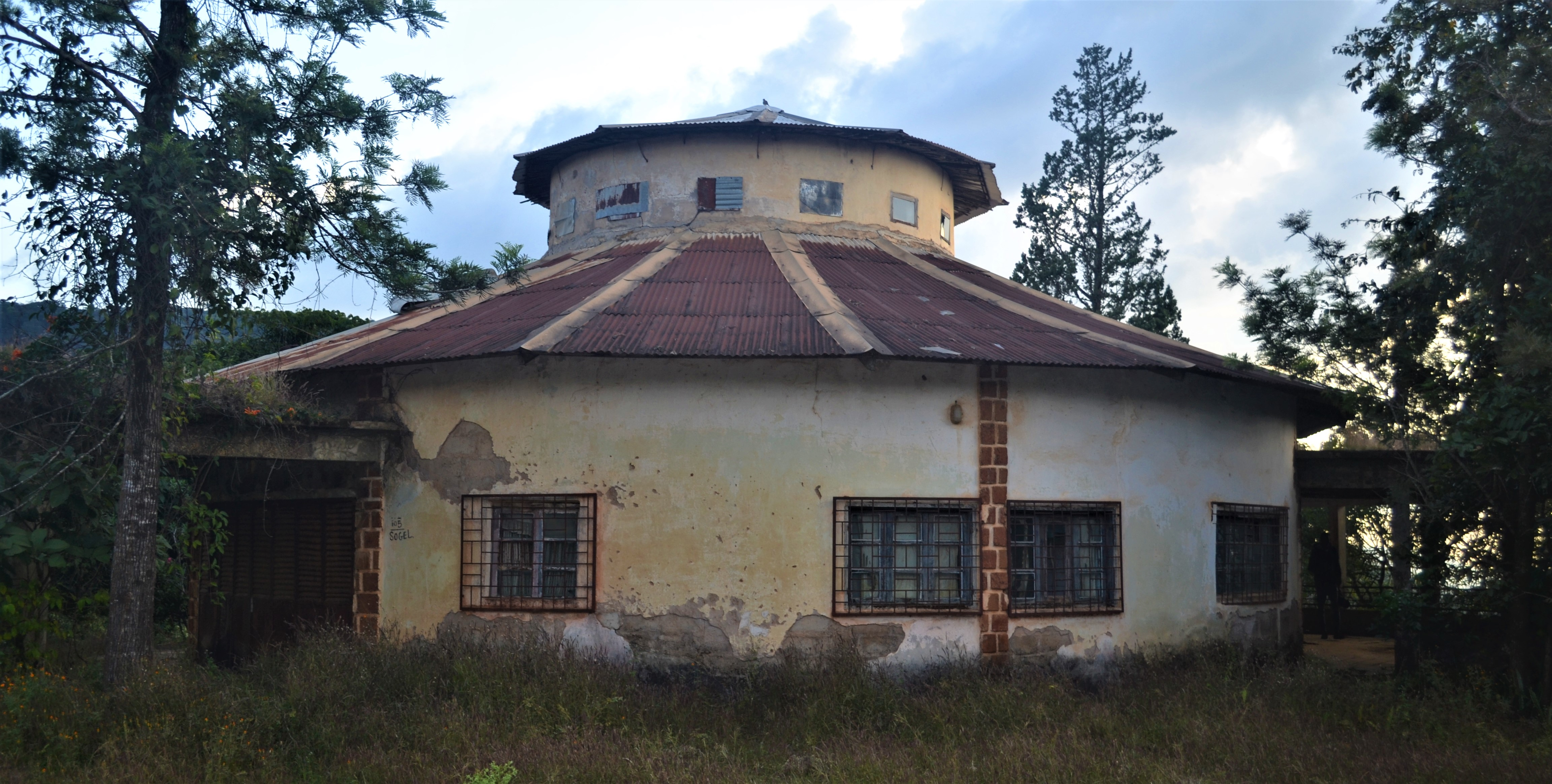
Villa Miriam Makeba de Dalaba.

D'autres infrastructures sont bâties pendant les années 1930, comme la « case à palabres » en 1935. C'était le lieu de rencontre des chefs de cantons du Fouta Djallon avec le gouverneur, ou des chefs de village et des notables. On construit également une trentaine de villas où séjournaient notamment des Européens venus de Dakar, siège de l'AOF. La plus connue est la « villa Jeannine », rebaptisée villa Sili à l'indépendance. Dans les années 1960, une case est réalisée pour la chanteuse sud-africaine Miriam Makeba, établie à Dalaba pendant quelques années.

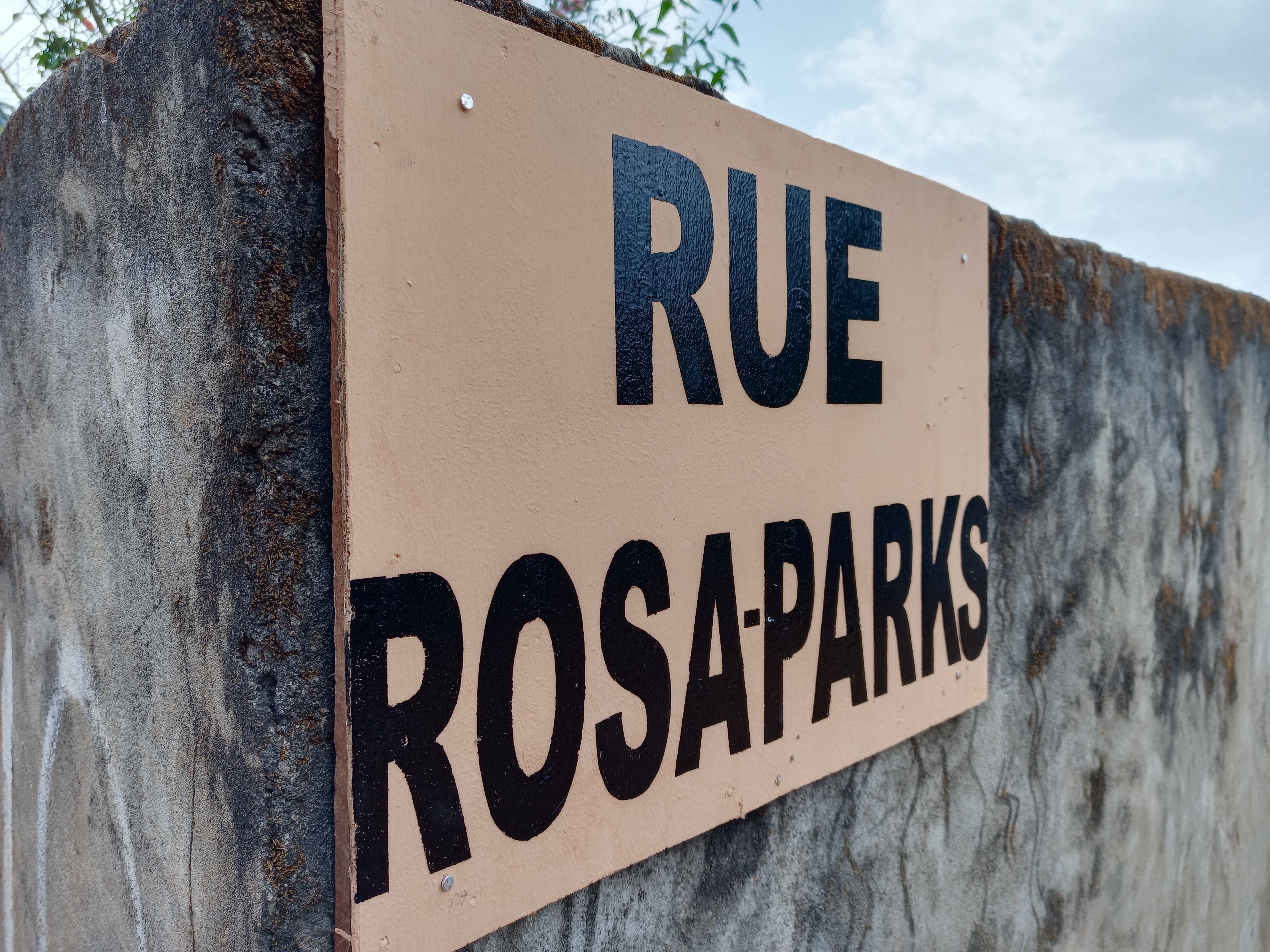
Rue Rosa Parks de Dalaba.

Outre le cadre naturel et le jardin Chevalier, ce patrimoine constitue un indéniable potentiel touristique, mais manque de moyens pour sa remise en état.
En avril 2022, une rue est baptisée du nom de la militante afro-américaine Rosa Parks.

## Éducation

### Enseignement Pré-universitaire

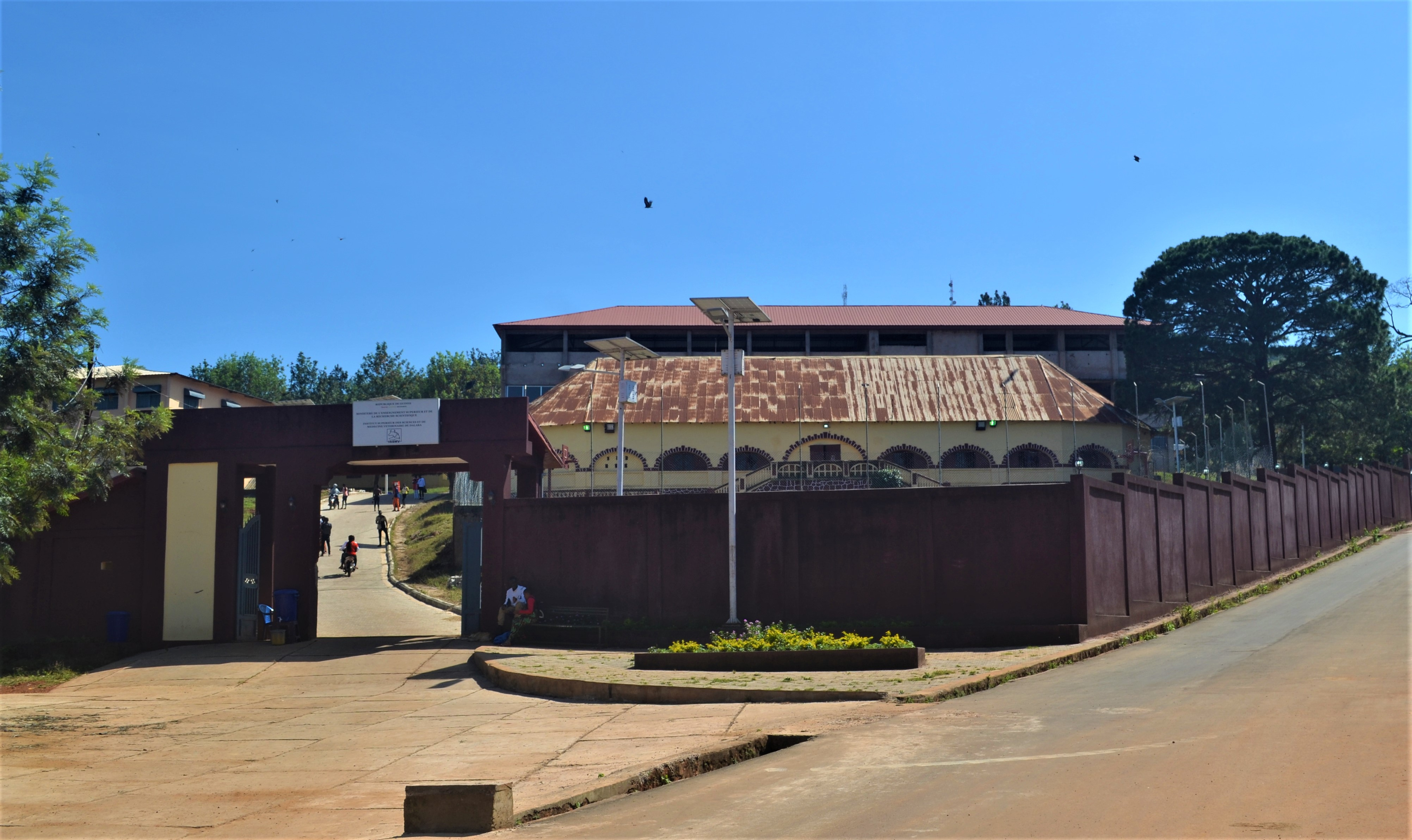
Façade de l'institut de Dalaba.

Dalaba centre compte huit écoles primaires, trois collèges et un lycée.

### Enseignement supérieur
Dalaba-centre abrite l'institut supérieur des sciences et de médecine vétérinaire de Dalaba.